# Система-КХП
Футбольний клуб «Система-КХП» — український футбольний клуб із селища міського типу Черняхова Житомирської області.

## Всі сезони в незалежній Україні
| Сезон   | Чемпіонат     | Чемпіонат | Чемпіонат | Чемпіонат | Чемпіонат | Чемпіонат | Чемпіонат | Чемпіонат | Кубок       | Кубок | Кубок | Кубок | Кубок | Кубок | Кубок | Примітка                                           |
| Сезон   | Ліга          | Місце     | І         | В         | Н         | П         | М         | О         | Етап        | І     | В     | Н     | П     | М     | О     | Примітка                                           |
| ------- | ------------- | --------- | --------- | --------- | --------- | --------- | --------- | --------- | ----------- | ----- | ----- | ----- | ----- | ----- | ----- | -------------------------------------------------- |
| 2002/03 | Друга Група А | 12 з 15   | 28        | 7         | 6         | 15        | 24−34     | 27        | 1/16 фіналу | 2     | 1     | 0     | 1     | 2−5   | 2     | Знявся із змагань до початку наступного чемпіонату |
| Всього  | Друга         | 1 сезон   | 28        | 7         | 6         | 15        | 24−34     | 20        | >1 сезон    | 2     | 1     | 0     | 1     | 2−5   | 2     |                                                    |